# Квадрупл-дабл

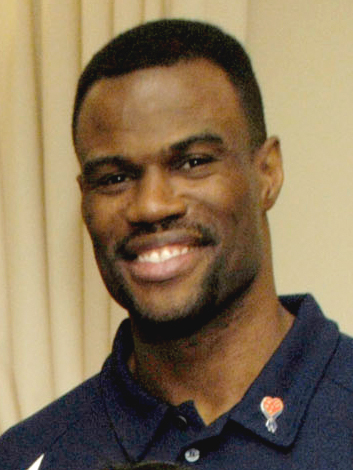
Дэвид «Адмирал» Робинсон — автор последнего на данный момент квадрупл-дабла в НБА

Ква́друпл-дабл (англ. Quadruple-double, дословно четверной двойной или четверной дубль) — баскетбольный термин, означающий набор игроком в течение одного матча двузначного количества пунктов одновременно в четырех статистических показателях. В качестве показателей могут выступать очки, перехваты, блок-шоты, результативные передачи и подборы. Это выдающееся достижение чрезвычайно редко можно встретить на высшем уровне, и каждый сделанный квадрупл-дабл говорит о незаурядных игровых качествах баскетболиста.

## Квадрупл-даблы в НБА
В НБА квадрупл-даблы стали возможны начиная с сезона 1973/1974, когда статистики стали вести учёт перехватов и блок-шотов. До этого были возможны только трипл-даблы в комбинации очки-подборы-передачи. Великие баскетболисты, выступавшие в НБА до этого времени, вполне вероятно, также имели на своём счету квадрупл-даблы. В частности, такие разносторонние игроки как Оскар Робертсон (181 трипл-дабл в регулярных сезонах), Уилт Чемберлен (78 трипл-даблов), Билл Расселл, Джерри Уэст по отзывам специалистов часто делали немало блок-шотов или перехватов.
Официально в НБА с 1973 года было зарегистрировано всего четыре квадрупл-дабла, последний из которых — в 1994 году. Термонд сделал свой квадрупл-дабл в первом же матче сезона 1974/75 и своей первой игре за «Чикаго» в НБА.
| Игрок            | Дата            | Команда           | Соперник        | Минуты | Очки | Подборы | Передачи | Перехваты | Блок-шоты | Овертайм |
| Нейт Термонд     | 18 октября 1974 | Чикаго Буллз      | Атланта Хокс    | 45     | 22   | 14      | 13       | 1         | 12        | Да       |
| Элвин Робертсон  | 18 февраля 1986 | Сан-Антонио Спёрс | Финикс Санз     | 36     | 20   | 11      | 10       | 10        | 0         | Нет      |
| Хаким Оладжьювон | 29 марта 1990   | Хьюстон Рокетс    | Милуоки Бакс    | 40     | 18   | 16      | 10       | 1         | 11        | Нет      |
| Дэвид Робинсон   | 17 февраля 1994 | Сан-Антонио Спёрс | Детройт Пистонс | 43     | 34   | 10      | 10       | 2         | 10        | Нет      |

Кроме того, известно восемь случаев, когда до квадрупл-дабла игроку не хватило лишь 1 пункта в каком-либо показателе. Дважды в шаге останавливался Клайд Дрекслер, а Хаким Оладжьювон за 26 дней до своего квадрупл-дабла не добрал до достижения лишь одной передачи.
| Игрок               | Дата            | Команда                 | Соперник              | Минуты | Очки | Подборы | Передачи | Перехваты | Блок-шоты | Овертайм |
| Рик Бэрри           | 29 октября 1974 | Голден Стэйт Уорриорз   | Баффало Брэйвз        | 43     | 30   | 10      | 11       | 9         | —         | Нет      |
| Ларри Стил          | 16 ноября 1974  | Портленд Трэйл Блэйзерс | Лос-Анджелес Лейкерс  | 44     | 12   | 11      | 9        | 10        | —         | Нет      |
| Джонни Мур          | 8 января 1985   | Сан-Антонио Спёрс       | Голден Стэйт Уорриорз | 36     | 26   | 11      | 13       | 9         | —         | Нет      |
| Ларри Бёрд          | 18 февраля 1985 | Бостон Селтикс          | Юта Джаз              | 33     | 30   | 12      | 10       | 9         | —         | Нет      |
| Майкл Рэй Ричардсон | 30 октября 1985 | Нью-Джерси Нетс         | Индиана Пэйсерс       | 54     | 38   | 11      | 11       | 9         | —         | Да       |
| Клайд Дрекслер      | 10 января 1986  | Портленд Трэйл Блэйзерс | Милуоки Бакс          | 42     | 26   | 9       | 11       | 10        | —         | Нет      |
| Хаким Оладжьювон    | 3 марта 1990    | Хьюстон Рокетс          | Голден Стэйт Уорриорз | 40     | 29   | 18      | 9        | —         | 11        | Нет      |
| Клайд Дрекслер      | 1 ноября 1996   | Хьюстон Рокетс          | Сакраменто Кингз      | 42     | 25   | 10      | 9        | 10        | —         | Нет      |

- Надо отметить, что в ряде источников Оладжьювону засчитано 10 передач в матче с «Голден Стэйт», однако в официальной статистике НБА этот квадрупл-дабл центрового «Хьюстона» не значится[2], так как одна передача была аннулирована НБА после просмотра видеозаписи матча[3]

Можно также отметить трипл-дабл форварда «Голден Стэйт Уорриорз» Дрэймонда Грина, который он сделал 10 февраля 2017 года в матче против «Мемфис Гризлис»: 11 подборов, 10 передач и 10 перехватов. При этом Грин набрал только 4 очка за 38 сыгранных минут. Это единственный случай в истории НБА, когда игрок сделал трипл-дабл, не набрав 10 очков.

## Квадрупл-даблы в других лигах и турнирах

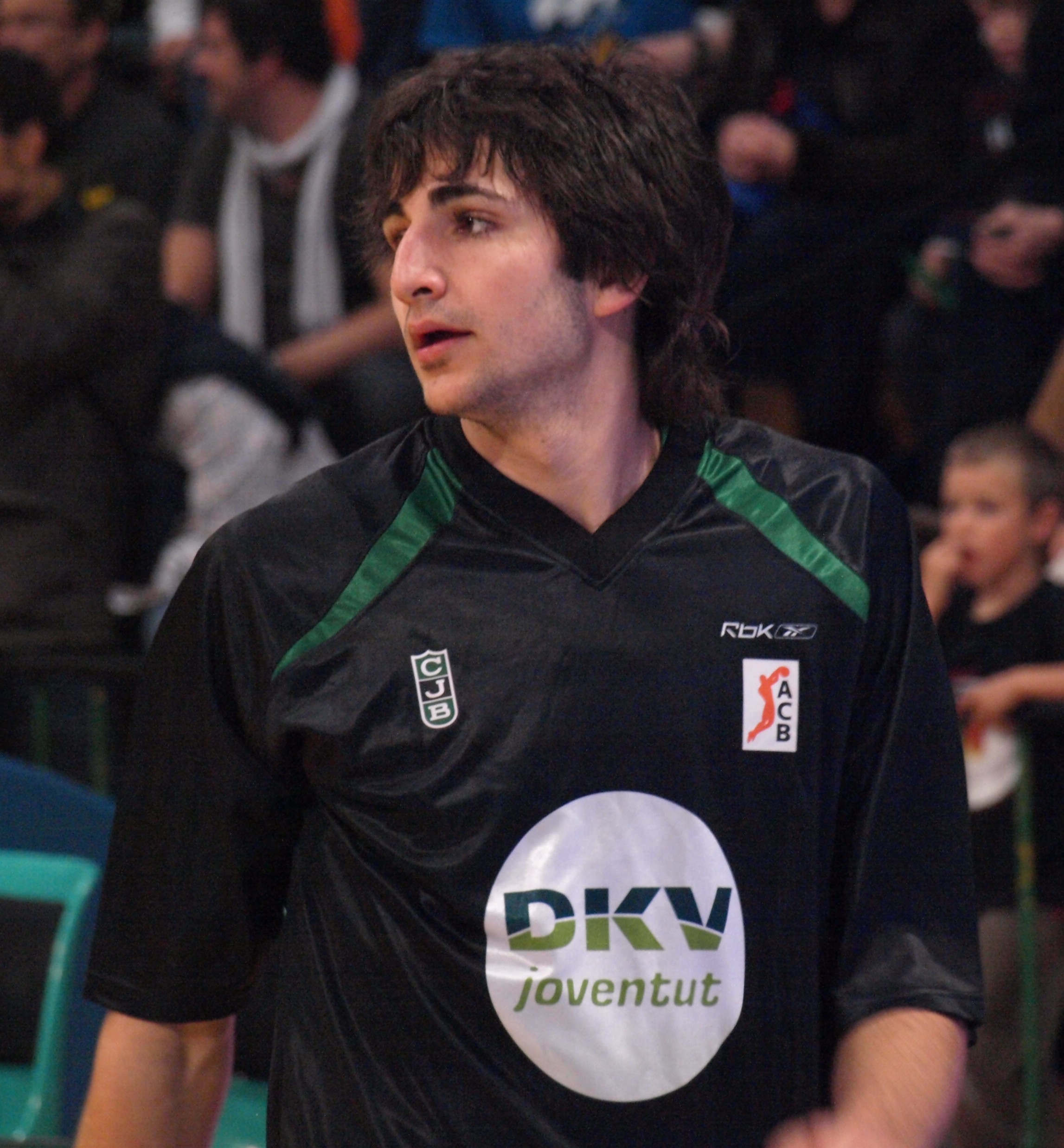
Рики Рубио — автор квадрупл-дабла в полуфинале чемпионата Европы среди кадетов-2006

Сделать квадрупл-дабл в других турнирах и чемпионатах зачастую более сложно, чем в НБА, так как, в основном, продолжительность матча составляет не 48 минут, как в НБА, а лишь 40.
Известны несколько случаев квадрупл-даблов в низших и молодёжных американских лигах, таких как Континентальная баскетбольная ассоциация (Джермейн Блэкберн в 2008 году), Американская баскетбольная ассоциация (Джамел Стэтен в 2007 году). В первом дивизионе студенческой NCAA за всю историю известен 1 случай — Лестер Хадсон (выбранный «Бостон Селтикс» под 58-м номером на драфте 2009 года) в 2007 году. Ещё один раз квадрупл-дабл был зафиксирован в первом дивизионе женской NCAA — вице-чемпионка монреальской Олимпиады-1976 Энн Майерс в 1978 году набрала 20 очков, сделала 14 подборов, 10 передач и 10 перехватов.
За пределами Северной Америки известны случаи квадрупл-даблов в мужском чемпионате Китая (в 2004 году — Ху Сюфень и в 2009 году — Крис Уильямс), женском чемпионате Израиля в 2008 году (Эдвина Браун), женском чемпионате Греции в 2009 году (Зои Димитраку), Женской украинской профессиональной баскетбольной лиге в 2011 году (19-летняя Алина Ягупова). В Украине 2016 года также был зафиксирован рекорд в поединке Первой лиги «Запорожье-2» — «Краматорск» (20-летний Виталий Быков) совершил квадрупл-дабл, на счету защитника 14 очков, 13 подборов, 11 передач и 12 перехватов. На чемпионате Европы среди кадетов в августе 2006 года 15-летний испанец Рики Рубио сделал квадрупл-дабл в полуфинале против команды Хорватии — 19 очков, 13 передач, 10 подборов и 11 перехватов. В финале со сборной России Рубио сделал трипл-дабл (54 очка + 24 подбора + 12 передач).
Очень редкий квадрупл-дабл удался белорусской баскетболистке Анастасии Веремеенко на чемпионате Европы 2003 года среди девушек до 16 лет. В победном матче против сборной Чехии 15-летняя Веремеенко набрала 21 очко, сделала 10 подборов, 10 перехватов и 12 блок-шотов (также на её счету было 3 передачи).
В России известно только два случая. 21 января 2001 года центровая «Вологды-Чевакаты» Мария Калмыкова в матче женской Суперлиги чемпионата России с «Динамо» (Курск) сделала первый в истории российского баскетбола квадрупл-дабл: 20 очков, 15 подборов, 11 голевых передач и 10 блок-шотов. 5 ноября 2013 года в матче любительской московской баскетбольной лиги между БК «Бизоны» и БК «Ясенево» бывший игрок сборной России Николай Падиус набрал 44 очка, сделал 10 передач, 10 перехватов и 10 подборов.
Безусловно эти данные являются неполными, так как учёт личной статистики баскетболистов ведётся не так давно и не везде в полном объёме.